# 圣热尔韦 (瓦兹河谷省)
圣热尔韦（法語：Saint-Gervais，法語發音：[sɛ̃ ʒɛʁvɛ] ⓘ）是法国法兰西岛大区瓦兹河谷省的一个市镇，位于该省西北部，属于蓬图瓦兹区。

## 地理
圣热尔韦（49°10'9"N, 1°46'10"E）面积13.18 平方千米，位于法国法蘭西島大區瓦兹河谷省，该省份为法国北部内陆省份，北起瓦兹省，西接厄尔省，南至塞纳-圣但尼省、上塞纳省和伊夫林省，东临塞纳-马恩省。
与圣热尔韦接壤的市镇（或旧市镇、城区）包括：帕尔讷、奥梅尔维尔、韦克桑地区蒙塔尼、蒙雅武、昂布勒维尔、韦克桑地区拉沙佩勒、奥当、韦克桑地区马尼。

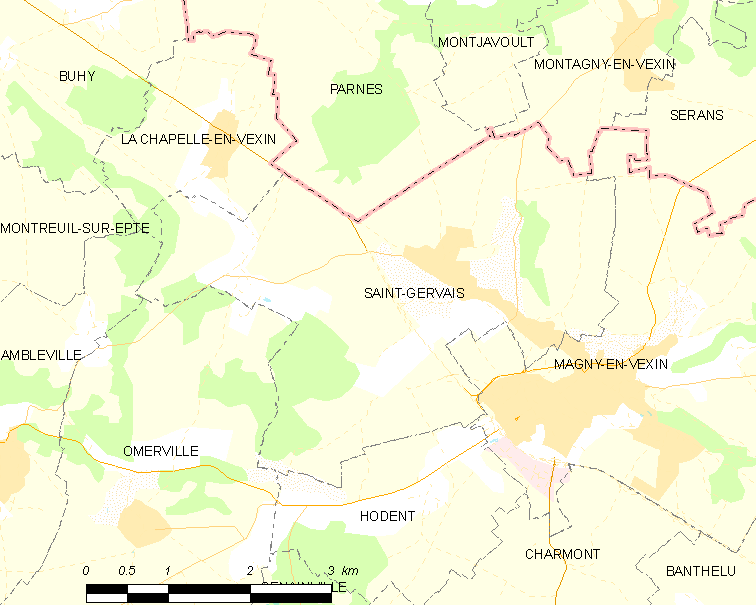
的OSM定位图

圣热尔韦的时区为UTC+01:00、UTC+02:00（夏令时）。

## 行政
圣热尔韦的邮政编码为95420，INSEE市镇编码为95554。

## 政治
圣热尔韦所属的省级选区为沃雷阿勒县。

## 人口

1962-2008年间人口变化图示

圣热尔韦于2022年1月1日时的人口数量为883人。